# 1256
| 1256               |
| ------------------ |
| Dødsfald - Fødsler |
|                    |

| Gregoriansk kalender | 1256 MCCLVI             |
| Ab urbe condita      | 2009                    |
| Armensk kalender     | 705 ԹՎ ՉԵ               |
| Kinesiske kalender   | 3952 – 3953 乙卯 – 丙辰 |
| Etiopisk kalender    | 1248 – 1249             |
| Jødisk kalender      | 5016 – 5017             |
| Hindukalendere       |                         |
| - Vikram Samvat      | 1311 – 1312             |
| - Shaka Samvat       | 1178 – 1179             |
| - Kali Yuga          | 4357 – 4358             |
| Iransk kalender      | 634 – 635               |
| Islamisk kalender    | 654 – 655               |

Konge i Danmark: Christoffer 1. 1252-1259
Se også 1256 (tal)

## Begivenheder
- Revshaleborg på borgø i Maribo Søndersø ødelægges.

## Født
- Robert, greve af Clermont, stamfader til det nuværende fyrstehus Bourbon

## Dødsfald
- 28. januar – Vilhelm 2. af Holland